# Andreas Glück
Andreas Glück, née le 8 mars 1975 à Münsingen (Bade-Wurtemberg), est un médecin et homme politique allemand, membre du Parti libéral-démocrate (FDP). 

## Biographie
Andreas Glück suit ses études de médecine à l'université de Tübingen. Depuis 2009, il exerce comme chirurgien.
De 2011 à 2018, il siège comme député au Landtag de Bade-Wurtemberg.
Lors des élections européennes de 2019, il est élu au Parlement européen, où il siège au sein du groupe Renew Europe (RE). Il est réélu en 2024.